# Limoise
 Limoise  là một xã ở tỉnh Allier thuộc miền trung nước Pháp.

## Hành chính
| Danh sách thị trưởng                   |           |                  |      |         |
| Giai đoạn                              | Giai đoạn | Tên              | Đảng | Tư cách |
| mars 2001                              | mars 2008 | René Berthier    |      |         |
| mars 2008                              |           | Danièle Thieriot |      |         |
| Tất cả các dữ liệu trước đây không rõ. |           |                  |      |         |

## Biến động dân số
| Năm | 1962 | 1968 | 1975 | 1982 | 1990 | 1999 |
| --- | ---- | ---- | ---- | ---- | ---- | ---- |
| Dân số | 177  | 196  | 180  | 180  | 156  | 157  |
| From the year 1968 on: No double counting—residents of multiple communes (e.g. students and military personnel) are counted only once. |      |      |      |      |      |      |